# It’s a Man’s World
It’s a Man’s World ist das 21. Studioalbum der US-amerikanischen Sängerin Cher. Es erschien am 6. November 1995 bei WEA in Europa und Reprise Records in Nordamerika.

## Titelliste
| Nr. | Titel                                           | Länge |
| --- | ----------------------------------------------- | ----- |
| 1.  | Walking in Memphis                              | 3:55  |
| 2.  | Not Enough Love in the World                    | 4:21  |
| 3.  | One by One                                      | 5:02  |
| 4.  | I Wouldn’t Treat a Dog (The Way You Treated Me) | 3:35  |
| 5.  | Angels Running                                  | 4:37  |
| 6.  | Paradise Is Here                                | 5:03  |
| 7.  | I’m Blowin’ Away                                | 4:02  |
| 8.  | Don’t Come Around Tonite                        | 4:34  |
| 9.  | What About the Moonlight                        | 4:13  |
| 10. | The Same Mistake                                | 4:26  |
| 11. | The Gunman                                      | 5:11  |
| 12. | The Sun Ain’t Gonna Shine Anymore               | 5:12  |
| 13. | Shape of Things to Come                         | 4:06  |
| 14. | It’s a Man’s Man’s Man’s World                  | 4:37  |

## Rezeption

### Rezensionen
Jose F. Promis von AllMusic hörte auf dem Album „torchy ballads, Western-themed epics, and R&B influences“. Er beschrieb es als „one of the singer's finest, as well as one of her most overlooked and underappreciated [works to date]“. Die Bewertung lag bei drei von fünf Sternen. The Rolling Stone Album Guide gab der Platte 2,5 von fünf Sternen.

### Charts und Chartplatzierungen
| ChartsChartplatzierungen       | Höchstplatzierung | Wochen |
| ------------------------------ | ----------------- | ------ |
| Deutschland (GfK)              | 74 (8 Wo.)        | 8      |
| Österreich (Ö3)                | 8 (16 Wo.)        | 16     |
| Vereinigtes Königreich (OCC)   | 10 (22 Wo.)       | 22     |
| Vereinigte Staaten (Billboard) | 64 (10 Wo.)       | 10     |

### Auszeichnungen für Musikverkäufe
| Land/Region                  | Auszeichnungen für Musikverkäufe (Land/Region, Auszeichnung, Verkäufe) | Verkäufe |
| ---------------------------- | ---------------------------------------------------------------------- | -------- |
| Vereinigtes Königreich (BPI) | Gold                                                                   | 100.000  |
| Insgesamt                    | 1× Gold ·                                                              | 100.000  |

Hauptartikel: Cher/Auszeichnungen für Musikverkäufe